# Норвешка на Светском првенству у атлетици на отвореном 2017.
Норвешка је на Светском првенству у атлетици на отвореном 2017. одржаном у Лондону од 4. до 13. августа, учествовала шеснаести пут, односно учествовала је на свим првенствима до данас. Репрезентација Норвешке је пријавила 13 спортиста (8 мушкараца и 5 жена), који су се такмичили у 15 дисциплина (8 мушких и 7 женских).,
На овом првенству Норвешка је по броју освојених медаља делио 17. место са 2 освојене медаље (1 златна и 1 бронзана)..
У табели успешности према броју и пласману такмичара који су учествовали у финалним такмичењима (првих 8 такмичара) Норвешка је са 2 учесника у финалу делила 17. место са 14 бодова.
| Плас. | Земља    | 1. место | 2. место | 3. место | 4. место | 5. место | 6. место | 7. место | 8. место | Бр. финал. | Бод. |
| ----- | -------- | -------- | -------- | -------- | -------- | -------- | -------- | -------- | -------- | ---------- | ---- |
| =29.  | Норвешка | 1        | 0        | 1        | 0        | 0        | 0        | 0        | 0        | 2          | 14   |

## Учесници
| Мушкарци: - Jonathan Quarcoo — 200 м - Филип Ингебргитсен — 1.500 м - Sondre Nordstad Moen — 5.000 м - Карстен Вархолм — 400 м препоне - Јакоб Ингебригтсен — 3.000 м препреке - Хавард Хаукенес — Ходање 50 км - Свен Мартин Скагестад — Бацање диска - Мартин Рое — Десетобој | Жене: - Амали Иуел — 400 м, 400 м препоне - Хеда Хине — 800 м - Каролина Бјеркели Гревдал — 1.500 м, 5.000 м - Изабел Педерсон — 100 м препоне - Сигрид Борге — Бацање копља |  |

## Освајачи медаља (2)

### злато (1)
- Карстен Вархолм — 400 м препоне

### бронза (1)
- Филип Ингебргитсен — 1.500 м

## Резултати

### Мушкарци
| Атлетичар             | Дисциплина       | Лични рекорд | Квалификације | Квалификације | Полуфинале           | Полуфинале           | Финале               | Финале          | Детаљи |
| Атлетичар             | Дисциплина       | Лични рекорд | Резултат      | Место         | Резултат             | Место                | Резултат             | Место           | Детаљи |
| --------------------- | ---------------- | ------------ | ------------- | ------------- | -------------------- | -------------------- | -------------------- | --------------- | ------ |
| Jonathan Quarcoo      | 200 м            | 20,39        | 20,60         | 4. у гр. 2    | Није се квалификовао | Није се квалификовао | Није се квалификовао | 26 / 46 (50)    |        |
| Филип Ингебригстен    | 1.500 м          | 3:32,43      | 3:38,46 КВ    | 3. у гр. 3    | 3:40,23              | 3. у гр. 1           | 3:34,53              |                 |        |
| Sondre Nordstad Moen  | 5.000 м          | 13:20,16     | 13:31,71      | 14. у гр. 2   |                      |                      | Није се квалификовао | 25 / 39 (42)    |        |
| Карстен Вархолм       | 400 м            | 48,25 НР     | 49,50 КВ      | 2. у гр. 4    | 48,43 КВ             | 2. у гр. 1           | 48,35                |                 |        |
| Јакоб Ингебригтсен    | 3.000 м препреке | 8:26,81      | 8:34,88       | 8. у гр. 3    |                      |                      | Није се квалификовао | 27 / 44 (45)    |        |
| Ховард Хавкенес       | 50 км ходање     | 3:43:40      |               |               |                      |                      | Дисквалификован      | Дисквалификован |        |
| Свен Мартин Скагестад | Бацање диска     | 65,20        | 58,86         | 13. у гр. А   |                      |                      | Није се квалификовао | 26 / 30 (32)    |        |

#### Десетобој
| Дисциплина    | Мартин Рое | Мартин Рое       | Мартин Рое | Мартин Рое | Мартин Рое | Мартин Рое   |
| Дисциплина    | Лич. рек.  | Резултат         | Бод.       | Плас.      | Укупно     | Плас.        |
| ------------- | ---------- | ---------------- | ---------- | ---------- | ---------- | ------------ |
| 100 м         | 10,79      | 10,90            | 883        | 10.        | 883        | 10.          |
| Скок удаљ     | 7,50       | 7,50 ЛР          | 935        | 5.         | 1.818      | 5.           |
| Бацање кугле  | 15,56      | 15,22            | 803        | 4.         | 2.765      | 5.           |
| Скок увис     | 1,96       | 1,93             | 740        | 25.        | 3.361      | 10.          |
| 400 м         | 49,00      | 49,09 (.086) ЛРС | 857        | 17.        | 4.218      | 12.          |
| 110 м препоне | 15,27      | 15,15 ЛР         | 831        | 20.        | 5.049      | 10.          |
| Бацање диска  | 49,19      | 48,24            | 834        | 3.         | 5.883      | 8.           |
| Скок мотком   | 4,51       | 4,50 ЛРС         | 760        | 19.        | 6.643      | 11.          |
| Бацање копља  | 66,72      | 58,30            | 712        | 12.        | 7.355      | 12.          |
| 1500 м        | 4:32,31    | 4:39,24 (.234)   | 685        | 13.        | 8.040      | 12.          |
| Десетобој     | 8.144      |                  |            |            | 8.040      | 12 / 20 (35) |

### Жене
| Атлетичарка               | Дисциплина    | Лични рекорд | Квалификације    | Квалификације | Полуфинале            | Полуфинале            | Финале                | Финале             | Детаљи |
| Атлетичарка               | Дисциплина    | Лични рекорд | Резултат         | Место         | Резултат              | Место                 | Резултат              | Место              | Детаљи |
| ------------------------- | ------------- | ------------ | ---------------- | ------------- | --------------------- | --------------------- | --------------------- | ------------------ | ------ |
| Амали Иуел                | 400 м         | 51,81        | 52,55 (.546)     | 6. у гр. 4    | Није се квалификовала | Није се квалификовала | Није се квалификовала | 32 / 48 (49)       |        |
| Хеда Хине                 | 800 м         | 1:59,87      | 2:02,85 КВ       | 2. у гр. 5    | 1:59,88               | 5. у гр. 1            | Није се квалификовала | 32 / 45 (47)       |        |
| Каролина Бјеркели Гревдал | 1.500 м       | 4:07,25      | 4:09,56          | 9. у гр. 2    | Није се квалификовала | Није се квалификовала | Није се квалификовала | 31 / 43 (44)       |        |
| Каролина Бјеркели Гревдал | 5.000 м       | 14:57,53     | 15:00,44 КВ, ЛРС | 6. у гр. 2    |                       |                       | Није завршила трку    | Није завршила трку |        |
| Изабел Педерсон           | 100 м препоне | 12,75        | 12,94 (,935) КВ  | 3. у гр. 1    | 12,87                 | 4. у гр. 3            | Није се квалификовала | 9 / 39 (40)        |        |
| Амали Иуел                | 400 м препоне | 55,38 НР     | 56,42            | 7. у гр. 5    | Није се квалификовала | Није се квалификовала | Није се квалификовала | 23 / 39            |        |
| Сигрид Борге              | Бацање копља  | 63,28        | 55,08            | 15. у гр. А   |                       |                       | Није се квалификовала | 27 / 30 (31)       |        |